# Ernest Carter
Ernest "Boom" Carter (Asbury Park, New Jersey) američki je bubnjar, bivši član E Street Banda Brucea Springsteena.